# Tennis aux Jeux panaméricains de 1955
Navigation
1951 1959
 (septembre 2024).
Les compétitions de tennis aux Jeux panaméricains de 1955 ont lieu du 13 au 20 mars 1955 à Mexico, au Mexique.

## Médaillés
| Simple messieurs | Arthur Larsen (USA)                   | Enrique Morea (ARG)                              | Luis Ayala (CHI)                            |  |  |  |
| Double messieurs | Mexique Mario Llamas Gustavo Palafox  | Argentine Enrique Morea Alejo Russell            | États-Unis Arthur Larsen Edward Moylan      |  |  |  |
|                  |                                       |                                                  |                                             |  |  |  |
| Simple dames     | Rosa Maria Reyes (MEX)                | Yola Ramírez (MEX)                               | Ingrid Metzner (BRA)                        |  |  |  |
| Double dames     | Mexique Yola Ramírez Rosa Maria Reyes | Argentine Edda Buding Graciela Lombardi          | Brésil Maria Esther Bueno Ingrid Metzner    |  |  |  |
|                  |                                       |                                                  |                                             |  |  |  |
| Double mixte     | Mexique Yola Ramírez Gustavo Palafox  | Argentine Felisa Piedrola de Zappa Enrique Morea | Argentine Mary Terán de Weiss Alejo Russell |  |  |  |

## Tableau des médailles
| * | Pays hôte |

| Rang  | Nation     | Or | Argent | Bronze | Total |
| ----- | ---------- | -- | ------ | ------ | ----- |
| 1     | Mexique *  | 4  | 1      | 0      | 5     |
| 2     | États-Unis | 1  | 0      | 1      | 2     |
| 3     | Argentine  | 0  | 4      | 1      | 5     |
| 4     | Brésil     | 0  | 0      | 2      | 2     |
| 5     | Chili      | 0  | 0      | 1      | 1     |
| Total | Total      | 5  | 5      | 5      | 15    |